# Проданович, Милета
Милета Проданович (родился в 1959 году в Белграде) — сербский прозаик, поэт и художник. Профессор Университета искусств в Белграде.

## Биография
Родился в 1959 году в Белграде. В 1985 году получил магистерскую степень в белградской Академии искусств, с 1990 года там же преподаёт. В 1989—1990 годах прошёл специальный курс в Королевском колледже искусств в Лондоне. С 1980 года участвует в выставках.
В 1986 году был одним из художников, которые представляли Югославию на Биеннале в Венеции.
Автор романов «Ужин в святой Аполонии» (1983), «Новые Клинья» (1989), «Собака с перебитым хребтом» (1993), «Танцуй, чудовище, под мою нежную музыку» (1996), «Красная шаль из чистого шёлка» (1999), «Это мог бы быть ваш счастливый день» (2000), «Сад в Венеции» (2002), «Элис в стране святых карпов» (2003), «Коллекция» (2006); сборников новелл «Дорожные очерки по картинам и этикеткам» (1993) «Небесная опера» (1995); поэтического сборника «Миазмы» (1994); очерков «Глаз в дороге» (2000), «Старший и красивейший Белград» (2001).
Милета Проданович был участником влиятельной белградской художественной группы 1980-х годов — Alter Imago (с Надой Алаваньо, Тахиром Лушичем и Владой Николичем). В своих художественных циклах художник обращается к проблеме взаимодействия языка, текста, картины и спектакля. В его творчестве доминируют диалогическая практика и метаисторический коллаж. В последние годы в своей интерпретации действительности М. Проданович всё чаще использует фотографии.
Лауреат премии Bulgarica за лучшую книгу на просторах бывшей Югославии (2000), премии города Белграда за лучшую книгу (2002) и др.
Проза Продановича переводилась на английском, испанском, итальянском, французском, немецком, польском, украинском, словенском, болгарском, македонском и греческом языках.